# Cumulonimbus flammagenitus

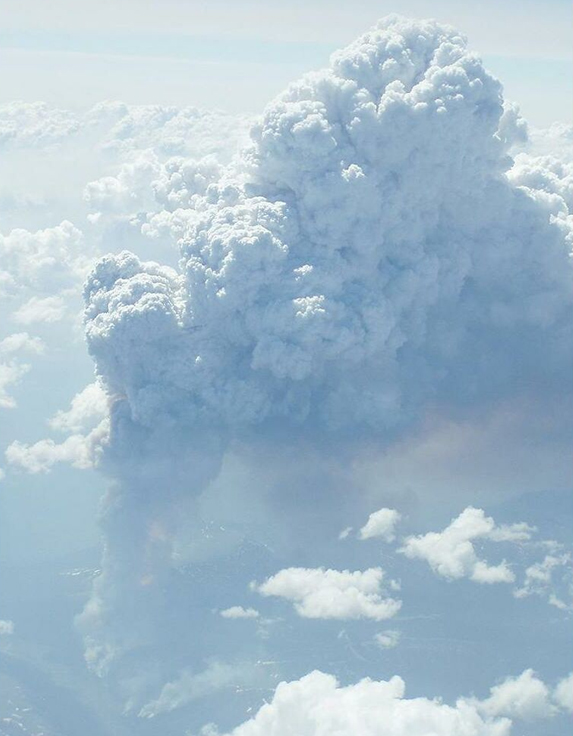
Imagem de uma nuvem cumulonimbus flammagenitus de um avião comercial em cruzeiro a cerca de 10 km de altitude.

A nuvem cumulonimbus flammagenitus (Cb Fg) é um tipo de cumulonimbus que se forma acima de uma fonte de calor, tal como um incêndio, e, às vezes, pode até mesmo de um fogo que já foi apagado.? É a manifestação mais extrema de uma nuvem pirocúmulo. Segundo a Sociedade Meteorológica Estadunidense, uma pirocúmulo é "uma nuvem cumulus formado por uma elevação térmica de um incêndio, ou aprimorados pelo empuxo da pluma de emissões a partir de um processo de combustão industrial."Analogamente à distinção meteorológica entre cumulus e cumulonimbus, o cumulonimbus flammagenitus é uma nuvem convectiva, provocada pelo fogo ou causada por um incêndio, mas com um considerável desenvolvimento vertical. O Cb Fg atinge a parte superior da troposfera , ou mesmo inferiores da estratosfera e pode envolver a precipitação (embora, normalmente, leve), granizo, raios, extremos ventos de baixos níveis, e, em alguns casos, até mesmo tornados.
O Cb Fg foi nomeado após a descoberta em 1998, após a descoberta que manifestações extremas de piroconvecção causam injeção direta abundante de fumaça de uma tempestade de fogo na baixa estratosfera. O aerossol de fumaça das nuvens Cb Fg podem persistir por semanas, e com isso, reduzir o nível de radiação solar, da mesma maneira como o "inverno nuclear". Uma cumulonimbus flammagenitus pode, muitas vezes, formar-se a partir da coluna de erupção de um vulcão.
Em 2002, vários instrumentos de detecção detectaram 17 cumulonimbus flammagenitus diferentes apenas na América do Norte. As grafias alternativas e as abreviaturas para cumulonimbus flammagenitus que podem ser encontradas na literatura incluem Cb-Fg, pirocumulonimbus, piro-cumulonimbus, pyroCb, pyro-Cb, pyrocb e pyro-cb. A Organização Meteorológica Mundial não reconhece o cumulonimbus flammagenitus como um tipo de nuvem diferente, mas classifica-o simplesmente como cumulonimbus.

## Tempestade de fogo em Camberra, 2003
Em 18 de janeiro de 2003, uma tempestade supercelular formada a partir da nuvem cumulonimbus flammagenitus[carece de fontes?] associado a um grave incêndio, durante os Incêndios Florestais em 2003, em Camberra, Austrália. A supercélula resultou em um enorme tornado de fogo, avaliado em EF2 na escala fujita, o primeiro tornado de fogo violento confirmado. O tornado matou 4 pessoas e feriu 492.